# آرمین وگنر

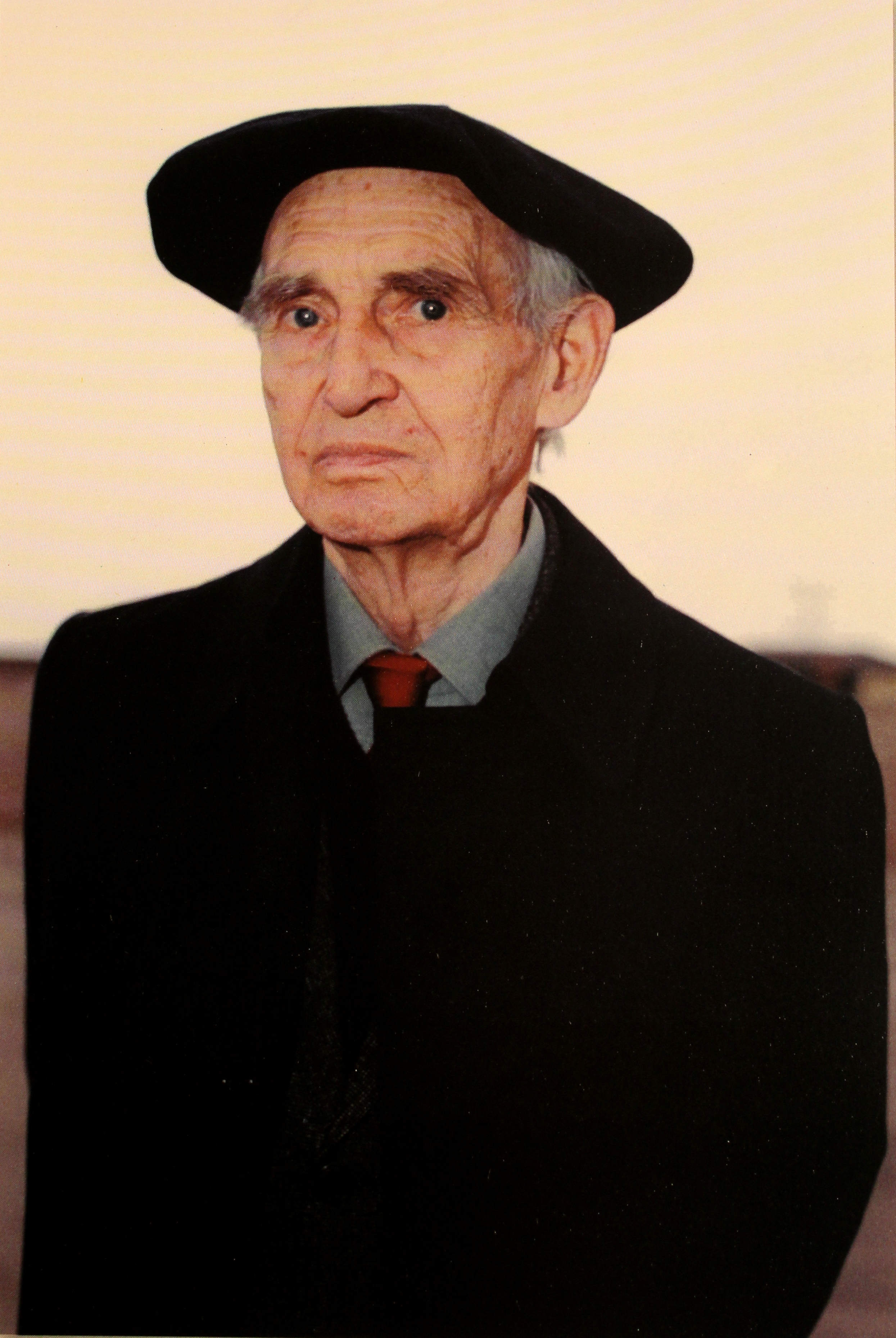

آرمین تئوفیل وِگنِر (به آلمانی: Armin Theophil Wegner) (زادهٔ ۱۶ اکتبر ۱۸۸۶ - درگذشتهٔ ۱۷ مه ۱۹۷۸ میلادی در رم) یک سرباز و پزشک آلمانی در زمان جنگ جهانی اول بود.

## زندگی‌نامه
وِگنِر در طی جنگ جهانی اول به‌عنوان پزشک نظامی همراه با ارتش آلمان وارد ترکیه شد. او توانست تصاویر و اخباری را از نسل‌کشی ارمنی‌ها در این کشور در طی آن سال‌ها جمع‌آوری کند که با کمک این عکس‌ها «اولین نسل‌کشی قرن بیستم» به جهانیان شناسانده شد.
کودکانی که گرسنگی در جاده‌ها تلف شدند و پدران و مادرانی که در حال کندن قبر هستند، از جمله عکس‌های این شاهد عینی به‌شمار می‌روند. آن زمان، عکس گرفتن از ارمنی‌ها ممنوع بود و به همین خاطر، وگنر دستگیر و پس از چندی به آلمان بازگردانده شد. وگنر در یکی از خاطراتش می‌گوید: «کشیش ارمنی به من گفت، روزی من کشیش بودم ولی الان بره‌ای هستم که می‌روم کشته شوم.»
او در سال ۱۹۱۹، نامه «راه بی‌بازگشت» در مورد وضعیت ارمنی‌ها را به وودرو ویلسون، رئیس‌جمهور وقت آمریکا نوشت و از وی خواست برای تشکیل ارمنستان مستقل تلاش کند.
وی پس از بازگشت به آلمان به شهرت رسید. او تنها نویسندهٔ آلمانی در زمان نازی‌ها بود که به آزاری که بر یهودی‌ها روا داشته می‌شد اعتراض کرد. در پی همین اعتراضات وی در سال ۱۹۳۳ توسط گشتاپو دستگیر شد. وی مدتی در چند اردوگاه زندانی بود و در نهایت توانست به ایتالیا بگریزد.
او سرانجام موفق به فرار به ایتالیا شد و در سال ۱۹۷۸ در رم درگذشت. بنای یادبودی از وگنر، هم در ارمنستان و هم در اسرائیل وجود دارد.
در سال ۱۹۵۶ وگنر توسط دولت فدرال آلمان به‌عنوان برندهٔ عنوان «بالاترین درجهٔ شایستگی» اعلام شد.
پس از مرگش، در سال ۱۹۹۶ میلادی بخشی از خاکستر او به ارمنستان منتقل شد و پس از یک مراسم تدفین نمادین در نزدیک مشعل یادمان نسل‌کشی ارمنی‌ها (نسل‌کشی ارامنه) جای گرفت.